# Primož pri Ljubnem
Primož pri Ljubnem este o localitate din comuna Ljubno, Slovenia, cu o populație de 167 de locuitori.